# Rockferry
Rockferry è il primo album in studio della cantante britannica Duffy, pubblicato nel Regno Unito il 3 marzo 2008 dalla A&M.
Rockferry ha avuto un grandissimo successo a livello mondiale, arrivando al numero uno in classifica in diversi paesi, e diventando nel 2008 il disco più venduto in Regno Unito e il quarto al mondo. Nel 2009 ha vinto un Grammy Award come miglior album pop vocale ed un BRIT Award come album britannico dell'anno.

## Pubblicazione
La promozione è stata supportata dai singoli Rockferry, Mercy, Warwick Avenue e Stepping Stone; particolare successo hanno riscosso Mercy e Warwick Avenue, che sono due tra le canzoni più apprezzate di quell'anno.
Il 21 novembre 2008 è stata pubblicata una edizione speciale dell'album, intitolata Rockferry - Deluxe Edition, un doppio CD composto da 7 tracce in più rispetto alla versione originale, da cui è stato tratto il singolo Rain on Your Parade.

## Tracce
LP (Polydor 06025 1766969 (UMG) [eu] / EAN 0602517669697)
1. Rockferry – 4:11 (Duffy, Bernard Butler)
2. Warwick Avenue – 3:46 (Duffy, Jimmy Hogarth, Eg White)
3. Serious – 4:10 (Duffy, Bernard Butler)
4. Stepping Stone – 3:30 (Duffy, Steve Booker)
5. Syrup & Honey – 3:18 (Duffy, Bernard Butler)
6. Hanging on Too Long – 3:57 (Duffy, Jimmy Hogarth, Eg White)
7. Mercy – 3:40 (Duffy, Steve Booker)
8. Delayed Devotion – 2:57 (Duffy, Jimmy Hogarth, Eg White)
9. Scared – 3:10 (Duffy, Jimmy Hogarth)
10. Distant Dreamer – 5:04 (Duffy, Bernard Butler)

Deluxe Digipack - CD (A&M 1791284 (UMG) / EAN 0602517912847)
- CD1

1. Rockferry – 4:11 (Duffy, Bernard Butler)
2. Warwick Avenue – 3:46 (Duffy, Jimmy Hogarth, Eg White)
3. Serious – 4:10 (Duffy, Bernard Butler)
4. Stepping Stone – 3:30 (Duffy, Steve Booker)
5. Syrup & Honey – 3:18 (Duffy, Bernard Butler)
6. Hanging on Too Long – 3:57 (Duffy, Jimmy Hogarth, Eg White)
7. Mercy – 3:40 (Duffy, Steve Booker)
8. Delayed Devotion – 2:57 (Duffy, Jimmy Hogarth, Eg White)
9. Scared – 3:10 (Duffy, Jimmy Hogarth)
10. Distant Dreamer – 5:04 (Duffy, Bernard Butler)

- CD2

1. Rain on Your Parade – 3:29 (Duffy, Steve Booker)
2. Fool for You – 3:46 (Duffy, Bernard Butler)
3. Stop – 4:10 (Duffy, Bernard Butler)
4. Oh Boy – 2:30 (Richard J. Parfitt)
5. Please Stay – 3:27 (Burt Bacharach, Bob Hilliard)
6. Breaking My Own Heart – 3:58
7. Enough Love – 3:19 (Richard J. Parfitt, Owen Powell)

## Classifiche
| Classifica 2008     | Posizione raggiunta |
| ------------------- | ------------------- |
| Svizzera            | 1                   |
| Svezia              | 1                   |
| Danimarca           | 1                   |
| Nuova Zelanda       | 1                   |
| Irlanda             | 1                   |
| Regno Unito         | 1                   |
| Irlanda             | 1                   |
| Regno Unito         | 1                   |
| Austria             | 2                   |
| Francia             | 2                   |
| Paesi Bassi         | 2                   |
| Belgio (Vallonia)   | 2                   |
| Norvegia            | 2                   |
| Finlandia           | 2                   |
| Spagna              | 2                   |
| Classifica mondiale | 2                   |
| Germania            | 3                   |
| Portogallo          | 3                   |
| Belgio (Fiandre)    | 4                   |
| Stati Uniti         | 4                   |
| Polonia             | 5                   |
| Australia           | 6                   |
| Italia              | 6                   |

## Date di pubblicazione
| Paese                 | Data           | Etichetta/e |
| --------------------- | -------------- | ----------- |
| Regno Unito           | 3 marzo 2008   | Polydor     |
| Australia             | 5 aprile 2008  |             |
| Stati Uniti d'America | 13 maggio 2008 | Mercury     |